# Ueli Gegenschatz
Ueli Gegenschatz (n. 3 ianuarie 1971, Elveția – d. 13 noiembrie 2009, Zürich, Elveția) a fost un sportiv elvețian care a practicat sporturi extreme și a decedat în urma unui accident sportiv. El era considerat ca unul dintre cei mai buni sportivi elvețieni în base-jumping, parapantism (Paraglider) și  parașutism.